# ArcheAge
ArcheAge (кор.아키에이지; кит. 上古世紀; укр. Стародавній вік) — багатокористувацька онлайн гра (MMORPG) для PC, розроблена корейською компанією XLGames. Дії гри відбуваються у світі ArcheAge - фентезійному світі з елементами середньовіччя, магії та стімпанку, створеному за мотивами книг корейської письменниці Мін-Хі Чон. 

## Створення гри
26 лютого 2010 південнокорейська компанія XLGames офіційно анонсувала нову MMORPG ArcheAge, розробка якої почалася в 2006 році. Спочатку гра була створена на основі ігрового рушія CryEngine 2, але в 2011 році, перед третьою фазою закритого бета-тестування, була переведена на рушій CryEngine 3.
Відкрите бета-тестування MMORPG ArcheAge почалося в Кореї 2 січня 2013 року.
У Кореї гра вийшла в реліз 16 січня 2013 року, в 8:00 ранку, з формою оплати P2P. Пізніше гра стала безкоштовною (F2P).

## Ігровий процес

### Світ
ArcheAge використовує як механіки «пісочниці» (англ. sandbox), так і інстанс-елементи. Основний конфлікт представлений протистоянням двох фракцій: західної (нуіані, ельфи) та східної (Ферре, харнійці). Також є третя сторона - пірати, якими можуть стати представники будь-якої раси, маючи достатньо злочинної репутації. Світ у грі складається з трьох величезних материків і морського простору між ними. Також є ряд тимчасових рейдових зон з декількома каналами. Існують безпечні зони (1-30 рівні), зони з системою «війна-перемир'я» (30+ рівні), зони вільного PvP (Початковий материк, море).

### Керування
ArcheAge використовує target-систему, тобто виділення цілі для спрямованої атаки (за винятком деяких умінь). Гра відбувається від третьої особи. Переміщатися можна як за допомогою клавіатури, так і по кліку миші.

### Класи
ArcheAge пропонує систему 120 класів, які являють собою комбінації трьох з 10 доступних гілок розвитку. У грі можна вільно змінювати гілки розвитку, тим самим змінюючи і свій клас. Ця функція вимагає лише невеликих витрат ігрової валюти. Всі 10 гілок можна розвинути до максимального рівня. Різні набори умінь дозволяють створити гнучко налаштованого персонажа під потреби конкретного гравця. 

### Битви та PvP
Крім звичайних битв гравці можуть взяти участь в різних PvP-розвагах. 

### Ремесло і професії
У грі є 23 професії, розвинути до максимуму можна тільки обмежену кількість. Однак максимальна кількість професій, які можна розвинути, можна збільшити, купивши Печатку майстра. Персонажі можуть створювати різні предмети, займатися фермерством і торгівлею, грати на музичних інструментах, займатися риболовлею та іншими справами. Так як професії тісно пов'язані, гравцям потрібно вступати в активну соціальну взаємодію для досягнення обопільної вигоди. Всі професії поділяються на 3 типи: Виробництво - видобуток різної сировини, Ремесло - переробка сировини в різні матеріали і потім - у вироби і Інше - професії, які не відносяться до перших двох типів.

### Будівництво будинків
У ArcheAge персонаж може побудувати собі ферму (у тому числі підводну)  або будинок. У грі представлені найрізноманітніші види будівлей: від простеньких котеджів до величезних багатоповерхових замків. Розташувати їх можна в відведених зонах. Як правило, ця функція доступна тільки власникам преміум-акаунтів.

### Скакуни та вихованці
У грі можна вирощувати їздових і бойових улюбленців, а також приручати деяких монстрів, які, як правило, не представляють особливого інтересу, і тому їх виловом ніхто не займається. Всі вони вимагають прокачування, тобто багатогодинного побиття невинних мобів, частина досвіду з яких іде на підвищення рівня вихованця. Більшість володіють марними вміннями і не допомагають швидше пересуватися по світу. Навіщо бігти з однієї локації в іншу на скакуні, коли є можливість телепортації? Окремі вихованці, наприклад: грифон, можуть деякий час літати.

### Злочини і суд
У ArcheAge персонаж заробляє злочинну славу, якщо вбиває представників своєї фракції або краде чуже майно, і це бачать інші гравці. Як тільки карма досягне певної відмітки, герою загрожує суд. Виносити вирок будуть інші гравці, що записалися на роль присяжних. Якщо персонаж опиниться у в'язниці, йому потрібно буде відсидіти термін, зайнятися громадськими роботами або втекти. Особливо небезпечні злочинці зі славою в 3000 очок стають піратами - членами окремої фракції зі своїми особливостями.

### PvE і завдання
Максимальний рівень персонажа на даний момент - 55. У грі є сюжетні і побічні завдання, що розкривають історію ігрового світу і дозволяють отримати досвід. PvE представлено монстрами у відкритому світі, npc та світовими рейдовими босами.

### Торгові шляхи
Перевезення вантажів - один з найважливіших елементів гри. Виготовивши  товар в одній локації і продавши його в іншій, можна отримати хороший прибуток: чим далі доставлено вантаж, тим більше вигода. Як правило, гравці об'єднуються в каравани, щоб отримати бонус і захистити себе від набігів піратів з числа інших гравців. Перевозити вантажі можна пішки, на ослику або на інших тваринах.Також можна на тракторі, судні або громадському транспорті - диліжансах і дирижаблі.
1. 1 2 3 4 5 6  Steam — 2003.